# Кінуренова кислота
Кінуренова кислота (KYNA) — один з продуктів нормального метаболізму амінокислоти L-триптофану, нейроактивна речовина. Виявляє антиекситотоксичні та антиконвульсантні властивості, за механізмом дії — антагоніст збуджуючих нейрорецепторів. Завдяки вказаним властивостям, може використовуватись при терапії нейрологічних патологій. В свою чергу, підвищена концентрація кінуренової кислоти в організмі є симптомом ряду патологічних станів.
Кінуренова кислота була відкрита в 1853 році німецьким хіміком Юстусом фон Лібіхом в сечі собаки, завдяки чому і отримала таку назву.
В організмі кінуренова кислота безпосередньо синтезується з L-кінуреніна в реакції, що каталізується ферментом кінуренін-оксоглутарат трансаміназою.

## Механізми дії
KYNA найбільш активно діє на три рецептори:
- Як неконкурентний антагоніст гліцинового сайту NMDA-рецептора
- Як антагоніст субодиниці α7 нікотинового ацетилхолінового рецептора (дія на нього останнім часом оспорюється)[2][3]
- Як ліганд метаботропного рецептора GPR35[4]

Окрім того, кінуренова кислота здатна зв'язуватися з субодиницею GluR2 АМРА-рецептора, виявляючи при цьому властивості слабкого конкурентного антагоніста.

## Роль в патологічних станах
Висока концентрація кінуренової кислоти в організмі спостерігається при кліщовому енцефаліті, шизофренії, та розладах, пов'язаних з інфікуванням ВІЛ. В усіх цих випадках підвищення концентрації речовини в організмі супроводжується розвитком психопатичних симптомів.
Механізми, що включають підвищений рівень кінуренової кислоти в мозку, були запропоновані для пояснення розвитку шизофренії: основним механізмом дії в цій гіпотезі є вплив речовини на допамінову сигнальну систему в середньому мозку. Таким чином, згідно з даною гіпотезою, впливаючи одночасно на активність допамінової системи та на NMDA-рецептори, каїнова кислота поєднує допамінову та глутаматну теорії генезису шизофренії.
Також висока концентрація кінуренової кислоти в сечі може бути ознакою деяких типів розладу метаболізму, наприклад піроксидинового дефіциту або дефіциту ферменту кінуренінази.
При зниженні концентрації кінуренової кислоти в мозку піддослідних мишей тварини демонструють значне покращення когнітивних функцій.

## Зовнішні посилання
- Link found between TBE and schizophrenia [Архівовано 7 листопада 2007 у Wayback Machine.] — TheLocal.se, Шведські новини англійською, 6 листопада 2007 року.